# ホセ・ペサロドナ
ホセ・ペサロドナ・アルティミ（José Pesarrodona Altimi、1946年2月1日 - ）は、スペイン・カタルーニャ州サント・サルバドル・デ・グアルディオラ出身の元自転車競技（ロードレース）選手。

## 来歴
プロ年代は1971年から1979年まで。
総合6位までが2分以内の差という大接戦となった1976年のブエルタ・ア・エスパーニャを制した。また、1978年のブエルタでは、ベルナール・イノーに次いで総合2位。

## 主な戦績
1973年
ジロ・デ・イタリア 総合4位
ブエルタ・ア・エスパーニャ 総合4位
1974年
 スペインヒルクライム選手権 優勝
1976年
 ブエルタ・ア・エスパーニャ 総合優勝
ツール・ド・スイス 総合3位
1977年
ブエルタ・ア・エスパーニャ 総合7位
1978年
ブエルタ・ア・エスパーニャ 総合2位、区間1勝=第5b